# Grammitis sechellarum
Grammitis sechellarum là một loài dương xỉ trong họ Polypodiaceae. Loài này được C.V.Morton mô tả khoa học đầu tiên năm 1970.
Danh pháp khoa học của loài này chưa được làm sáng tỏ. 